# Seznam archivářů a bibliotekářů Svaté římské církve
Starobylá funkce knihovníka (bibliotekáře) Svaté římské církve je od roku 1609 personálně propojena s funkcí archiváře. Obvykle bývá svěřována kardinálům.

## Bibliotekáři Svaté římské církve
- Marcello Cervini (1550–1555)
- Roberto de' Nobili (1555–1559)
- Alfonso Carafa (1559–1565)
- Marco Antonio Da Mula (1565–1572)
- Guglielmo Sirleto (1572–1585)
- Antonio Carafa (1585–1591)
- William Allen (1590–1594)
- Marco Antonio Colonna (1591–1597)
- Caesar Baronius, C.O. (1597–1607)
- Ludovico de Torres (1607–1609)

## Archiváři a bibliotekáři Svaté římské církve po roce 1609
- Scipione Caffarelli-Borghese (1609–1618)
- Scipione Cobelluzzi (1618–1626)
- Francesco Barberini (1626–1633)
- Antonio Barberini (1633–1646)
- Orazio Giustiniani (1646–1649)
- Luigi Capponi (1649–1659)
- Flavio Chigi (1659–1681)
- Lorenzo Brancati (1681–1693)
- Girolamo Casanate (1693–1700)
- Enrico Noris (1700–1704)
- Benedetto Pamphili (1704–1730)
- Angelo Maria Querini (1730–1755)
- Domenico Passionei (1755–1761)
- Alessandro Albani (1761–1779)
- Francesco Saverio Zelada (1779–1801)
- Luigi Valenti Gonzaga (1802–1808)
- (1809–1814) mimořádná rada v napoleonském období
- Giulio Maria Della Somaglia (1827–1830)
- Giuseppe Andrea Albani (1830–1834)
- Luigi Lambruschini (1834–1853)
- (1849–1853) republikánský výbor
- Angelo Mai (1853–1854)
- Antonio Tosti (1860–1866)
- Jean-Baptiste Pitra (1869–1879)
- Joseph Hergenröther (1879–1890)
- Luigi Galimberti (1894–1896)
- Francesco Segna (1896–1908)
- Francesco Salesio Della Volpe (1908–1909)
- Mariano Rampolla del Tindaro (1912–1913)
- Francesco di Paola Cassetta (1914–1917)
- Aidan Gasquet (1917–1929)
- Franz Ehrle (1929–1934)
- Giovanni Mercati (1936–1957)
- Eugène Tisserant (1957–1971)
- Antonio Samorè (23. 1. 1974–1983)
- Alfons Maria Stickler (3. 7. 1984–1988)
- Antonio María Javierre Ortas (1. 7. 1988–1991)
- Luigi Poggi (9. 4. 1992–1997)
- Jorge María Mejía (7. 3. 1998–2003)
- Jean-Louis Tauran (24. 11. 2003 – 25. 6. 2007)
- Raffaele Farina (25. 6. 2007 – 9. 6. 2012)
- Jean-Louis Bruguès (26. 6. 2012 – 26. 6. 2018)
- José Tolentino de Mendonça (1. 9. 2018 – 26. 9. 2022)
- Angelo Vincenzo Zani (od 26. 9. 2022)